# Raymond Grandsart
Pour les articles homonymes, voir Grandsart.
Raymond Grandsart, né le 29 avril 1911 à Montreuil (Seine) et mort le 9 novembre 1971 à Saint-Pierre-d'Oléron (Charente-Maritime), est un homme politique français.

## Biographie
Raymond Grandsart naît le 29 avril 1911 à Montreuil-sous-Bois. Expert-comptable de profession, il est fait prisonnier à l'été 40 mais parvient à s'échapper, rejoignant la résistance. Il est de nouveau arrêté en 1944, et envoyé au fort de Saint-Martin-de-Ré, mais parvient encore une fois à s'échapper en 1945. Il devient par la suite président de l'Amicale de la Résistance et du Comité du souvenir français de l'île d'Oléron.
Après la guerre, il s'engage politiquement et rentre au conseil municipal de Saint-Pierre-d'Oléron en 1947 et est élu, en 1961, maire de la commune, rôle qu'il occupera jusqu'à son décès,. Il est en parallèle élu conseiller général de la Charente-Maritime en 1961.
À la suite de l'entrée de Jean de Lipowski au gouvernement, il devient, le 13 août 1968, député de la 5e circonscription de la Charente-Maritime. Il siège au sein du groupe UDR et est membre de la commission des lois.
Il décède à son domicile le 9 novembre 1971, à l'âge de 60 ans, à la suite d'une crise cardiaque. Achille Peretti, le Président de l'Assemblée nationale, et Jean de Lipowski lui rendent hommage lors de la séance parlementaire du 16 novembre 1971. Sa mort soudaine entraîne l'organisation d'une élection législative partielle durant laquelle Jean de Lipkowski est réélu.

## Détail des fonctions et des mandats
Mandat parlementaire
- 13 août 1968 - 9 novembre 1971 : Député de la 5e circonscription de la Charente-Maritime[1]

## Décorations
Raymond Grandsart est chevalier de la Légion d'honneur, titulaire de la croix de guerre, de la croix de combattant volontaire de la Résistance et de la médaille des évadés.